# Peter Wall (Weihbischof)
Peter Wall (* 31. Dezember 1582 in Dillingen an der Donau; † 5. Juli 1630) war ein römisch-katholischer deutscher Geistlicher.
Wall wurde 1607 zum Priester für das Bistum Augsburg geweiht. Papst Paul V. ernannte ihn am 28. Mai 1618 zum Titularbischof von Adramyttium und Weihbischof in Augsburg. Heinrich von Knöringen, Bischof von Augsburg, spendete ihn am 15. Juli 1618 in Dillingen die Bischofsweihe. Mitkonsekrator war Georg Christoph Rösch, Weihbischof in Eichstätt. Bei der Weihe assistierte Abt Johann Merk.